# Красный Меркурий
«Кра́сный Мерку́рий» (нем. Zinnoberroter Merkur) — самая редкая из австрийских газетных марок, которые представляли собой почтовые марки, выпускавшиеся для почтовой пересылки газет в 1851—1858 годах.

## История и описание
Газетные марки впервые появились в Австрии в 1851 году. На них был изображён профиль Меркурия, древнеримского бога-вестника. Марки были созданы по эскизу Йозефа Аксмана и отпечатаны в Австрийской государственной типографии в Вене. Они печатались без номинала, поскольку на стоимость указывал цвет марки. Голубой цвет обозначал ставку в размере 6⁄10 крейцера за отправку одной газеты, жёлтый — десяти газет (6 крейцеров), а розовый — 50 газет (30 крейцеров). Довольно быстро выяснилось, что на практике используется почти только один голубой, так как подписчику обычно высылалась лишь одна газета. Почтовая администрация Австрии была вынуждена в связи с этим уже в 1852 году изменить назначение розового «Меркурия» и начала распространять её по номиналу голубого. Через некоторое время подобная же участь постигла и жёлтого «Меркурия».
В 1856 году обе эти марки были изъяты из обращения и выпущена новая марка с тем же рисунком, но коричнево-красного (киноварного) цвета — красный «Меркурий». Стоимость марки равнялась шести крейцерам. На марке надпись на немецком языке — «K.K. Zeitungs Post Stampel». Она имела хождение до 31 декабря 1858 года, после изъятия её из обращения все остатки были сожжены. Марки, вышедшие в 1858 году имели уже другой рисунок.

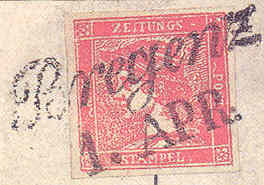
Подделка Зигмунда Фридля

## Филателистическая ценность
По данным филателистической литературы, в мире существуют только семь экземпляров гашёных марок и около 30 чистых. На последних аукционах марка оценивалась примерно в 40 тысяч долларов США, причем не прошедшие почту экземпляры стоят примерно на 10 % дешевле гашёных. Максимально цена на единичный экземпляр доходила до 70 тысяч евро.
7 февраля 2008 года на аукционе в Вене негашёный экземпляр был продан за €26 000.
Из-за большой стоимости этой марки существует множество её подделок, включая фальшивки австрийского торговца марками Зигмунда Фридля и мастера-фальсификатора Жана де Сперати.